# 사이카자키촌
사이카자키촌(雑賀崎村)은 와카야마현 가이소군에 있던 촌이다. 

## 역사
- 1889년 4월 1일 - 메이지 대합병에 의해 아마군 사이카자키촌이 성립하였다.
- 1896년 4월 1일 - 군 통합에 의해 가이소군에 소속되었다.
- 1933년 6월 1일 - 시정촌제 합병에 의해, 와카야마시에 편입되었다.

## 참고문헌
- 角川日本地名大辞典 30 和歌山県